# Jošino Nandžó
Jošino Nandžó (japonsky 南條 愛乃, Nandžó Jošino; * 12. červenec 1984, Šizuoka, Japonsko) je japonská dabérka a J-pop zpěvačka z Šizuoky.

## Filmografie

### Anime seriály
2006
- Soul Link jako Aja Sugimoto
- Cujokiss Cool×Sweet jako Honoka Konoe
- Hanoka jako Mika Kisaragi

2007
- Da Capo II jako Kokó Cukišima

2008
- Da Capo II Second Season jako Kokó Cukišima

2009
- Weiß Survive jako Cal
- Canaan jako Maria Ósawa
- Joku wakaru gendai mahó jako student (2. díl)
- Toaru kagaku no Railgun jako Mája Awacuki
- Weiß Survive R jako Cal
- Kateikjó Hitman Reborn! jako Juni

2010
- Baka to test to šókandžú jako Aiko Kudó
- Tantei Opera Milky Holmes jako Kokoro Akeči

2011
- Cardfight!! Vanguard jako Rekka Tacunagi
- Hóró musuko jako Kanako Sasaki
- Hanasaku iroha jako Namiko Igaraši
- Hošizora e kakaru haši jako mladá Hadžime Nakacugawa
- Seikon no Qwaser II jako Cubasa Amano
- Morita-san wa mukuči jako Hana Macuzaka
- Baka to test to šókandžú ni! jako Aiko Kudó
- Nekogami jaojorozu jako Haruka, Kjóko Daimondži
- Maken-ki! jako Otohime Jamato

2012
- Recorder and Randsell jako Tecuja
- Tantei Opera Milky Holmes Dai-Ni-Maku jako Kokoro Akeči
- Bodacious Space Pirates jako Jajoi Jošitomi
- Another jako Sajuri Kakinuma
- Recorder and Randsell Re jako Tecuja
- Širokuma Café jako učitelka v mateřské školce (17. díl)
- Cardfight!! Vanguard: Asia Circuit Hen jako Rekka Tacunagi
- Tari Tari jako Akiko Okuto
- Upotte!! jako 88(SR-88A)
- Džoširaku jako Gankjó Kúrubijútei
- Robotics;Notes jako Akiho Senomija

2013
- Da Capo III jako Edward Watson
- Cardfight!! Vanguard: Link Joker Hen jako Rekka Tacunagi
- Minami-ke Tadaima jako Mijuki
- Love Live! jako Eri Ajase
- Toaru kagaku no Railgun S jako Mája Awatsuki
- Recorder and Randsell Mi jako Tecuja
- Senki zeššó Symphogear G jako Širabe Cukujomi
- Futari wa Milky Holmes jako Kokoro Akeči

2014
- Toaru hikúši e no koiuta jako Nanako Hanasaki
- Cardfight!! Vanguard: Legion Mate Hen jako Rekka Tacunagi
- Akuma no Riddle jako Nio Haširi
- Love Live! Season 2 jako Eri Ajase
- Mahó šódžo taisen jako Macuri Sengen
- PriPara jako Nao Ehime, Nanami Širai, Nene Tokuda

2015
- Classroom Crisis jako Subaru Jamaki
- Senki zeššó Symphogear GX jako Širabe Cukujomi
- Tantei Kageki Milky Holmes TD jako Kokoro Akeči
- Panpaka Pants jako Panpaka

2016
- Netoge no jome wa onnanoko dža nai to omotta? jako Jui Saitó / Nekohime
- Schwarzesmarken jako Lise Hohenstein
- Učitama?! Uči no Tama širimasen ka? jako Momo
- Quiz Tokiko-san jako Tokiko

2017
- Clockwork Planet jako Naoto Miura
- Battle Girl High School jako Renge Serizawa
- Atom: The Beginning jako Maria
- Senki zeššó Symphogear AXZ jako Širabe Cukujomi
- Berserk jako Sonia
- Neko no Robu jako Robu
- Makeruna!! Aku no gundan! jako vypravěčka (8. díl)

2018
- Saredo cumibito wa rjú to odoru: Dances with the Dragons jako Curaso Opt Koga
- Killing Bites jako Seira Son
- Rilu Rilu Fairilu jako Gardenia
- Hakjú hóšin engi jako Ko Kibi
- Isekai izakaja „Nobu“ jako Hildegard
- Karakuri Circus jako Liang Ming-Sia

2019
- Dókjonin wa hiza, tokidoki, atama no ue. jako Haru Akimoto
- King of Prism: Shiny Seven Stars jako Cubasa Takahaši
- Senki zeššó Symphogear XV jako Širabe Cukujomi

2020
- Jatogame-čan kansacu nikki 2 sacume jako Rara Šonai
- Hatena Illusion jako Maeve Hošisato
- Toaru kagaku no Railgun T jako Mája Awacuki
- Lapis Re:Lights jako Chloe
- Kinguzu reido iši o cugu mono-tači jako Lupine

### Anime filmy
2013
- A Certain Magical Index: Film – Zázrak Endymionu jako Mája Awacuki

2014
- Cardfight!! Vanguard: The Movie jako Rekka Tacunagi
- Panpaka Pants The Movie: Treasure of the Bananan Kingdom jako Panpaka

2015
- Love Live! The School Idol Movie jako Eri Ajase

2016
- PriPara Minna no akogare – Let's Go PriPari jako Nao Ehime, Nanami Širai
- Tantei Opera Milky Holmes Movie: Milky Holmes' Counterattack jako Kokoro Akeči

2017
- Gekidžóban Trinity Seven: Júkjú tošokan to renkindžucu šódžo jako Master Akarsha
- Gekidžóban PriPara: Minna de kagajake! Kirarin☆Star Live! jako Nao Ehime

2019
- Grisaia: Phantom Trigger the Animation jako Maki
- King of Prism: Shiny Seven Stars jako Cubasa Takahaši

### OVA/ONA
- Á Megami-sama: Itsumo futari de jako Eiru, Saaga
- Baby Princess 3D Paradise 0 [Love] jako Sakura
- Morita-san wa mukuči jako Hana Macuzaka
- Penguin musume Heart jako Nene Kurio
- Toaru kagaku no Railgun jako Mája Awacuki
- Love Live! School Idol Project OVA jako Eri Ajase

### Videohry
2006
- Ar tonelico: Melody of Elemia jako Krusche Elendia, Tastiella de Lu
- Soul Link EXTENSION jako Aja Sugimoto

2007
- The Bincho-tan Shiawase-goyomi jako další hlas

2009
- Little Anchor jako Chloe Anderson
- Canvas 3: Tanšoku no Pastel jako Renka Jamabuki

2010
- Ar tonelico Qoga: Knell of Ar Ciel jako Krusche Elendia
- fortissimo//Akkord:Bsusvier jako Sakura
- Tales of Graces f jako Little Queen
- Detective Opera Milky Holmes jako Kokoro Akeči

2011
- Otome wa boku ni koi šiteru: Futari no Elder jako Awajuki Reizei

2012
- Soulcalibur V jako Leixia
- Da Capo III jako Koko Cukišima
- Robotics;Notes jako Akiho Senomija

2013
- The Guided Fate Paradox jako Lanael Shiratori (v titulcích jako Eri Ajase)
- Love Live! School Idol Festival jako Eri Ajase

2014
- Aijoku no Eustia jako Eustia Astraea
- Hyperdevotion Noire: Goddess Black Heart jako Rjúka
- Love Live! School Idol Paradise jako Eri Ajase
- Magica Wars jako Macuri Sengen

2015
- Battle Girl High School jako Renge Serizawa
- Tokyo Mirage Sessions ♯FE jako Kiria Kurono
- Final Fantasy XIV: Heavensward jako Krile Mayer Baldesion
- Stella Glow jako Lisette

2017
- Final Fantasy XIV: Stormblood jako Krile Mayer Baldesion, Suzaku
- Senki zeššó Symphogear XD Unlimited jako Širabe Cukujomi

2018
- Final Fantasy Brave Exvius jako Citra
- Magia Record jako Suzune Amano

2019
- Robotics;Notes DaSH jako Akiho Senomija
- Valiant Force jako Theia Alexander
- Final Fantasy XIV: Shadowbringers jako Lyna
- Granblue Fantasy jako Eri Ajase
- Love Live! School Idol Festival All Stars jako Eri Ajase

2020
- Tokyo Mirage Sessions#FE ENCORE jako Kiria Kurono
- Trials of Mana jako Isabella / Belladonna
- Fire Emblem Heroes jako Kiria Kurono

### Hrané filmy
- Brave Father Online: Our Story of Final Fantasy XIV (2019)

## Diskografie

### Singly
| Year | Název alba                                             | Peak Pozice Oricon Chart |
| ---- | ------------------------------------------------------ | ------------------------ |
| 2013 | 君が笑む夕暮れ (Kimi ga emu júgure)                    | 33                       |
| 2014 | あなたの愛した世界 (Anata no aišita sekai)             | 17                       |
| 2015 | 黄昏のスタアライト (Tasogare no Starlight)             | 18                       |
| 2015 | 君を探しに (Kimi o sagaši ni)                          | 14                       |
| 2016 | ゼロイチキセキ (Zero iči kiseki)                       | 10                       |
| 2017 | 光のはじまり (Hikari no hadžimari)                     | 8                        |
| 2017 | 一切は物語 (Issai wa Monogatari) (feat. Nagi Janagi    | 7                        |
| 2019 | 君のとなりわたしの場所 (Kimi no tonari wataši no bašó) | 13                       |
| 2019 | サヨウナラの惑星 (Sajónara no wakusei)                 | 14                       |

### Kompletní alba
| Year | Název alba                | Peak Pozice Oricon Chart |
| ---- | ------------------------- | ------------------------ |
| 2015 | 東京1/3650 (Tokio 1/3650) | 5                        |
| 2016 | Nのハコ (N no hako)       | 4                        |
| 2017 | サントロワ∴ (San Trois)   | 6                        |
| 2019 | LIVE A LIFE               | 9                        |